# Zavitinsky (huyện)
Huyện Zavitinsky (tiếng Nga: ? райо́н) là một huyện hành chính tự quản (raion), của Tỉnh Amur, Nga. Huyện có diện tích 3409 km², dân số thời điểm ngày 1 tháng 1 năm 2000 là 26700 người. Trung tâm của huyện đóng ở Zavitinsk.